# Estação Carnide
Carnide é uma estação do Metropolitano de Lisboa. Situa-se no concelho de Lisboa, em Portugal, entre as estações Pontinha e Colégio Militar / Luz da Linha Azul. Foi inaugurada a 18 de outubro de 1997 em conjunto com a estação Pontinha, no âmbito da expansão desta linha à zona da Pontinha.

## Descrição
Esta estação está localizada na Av. Marechal Teixeira Rebelo, entre os cruzamentos com a Rua Eduardo Viana e a Rua Guiomar Torrezão e com a Estrada da Correia, servindo o bairro de Carnide e possibilitando o acesso à Casa do Artista. O projeto arquitetónico é da autoria do arquiteto Sérgio Gomes e as intervenções plásticas do artista plástico José de Guimarães. À semelhança das mais recentes estações do Metropolitano de Lisboa, está equipada para poder servir passageiros com deficiências motoras, contando com vários elevadores e escadas rolantes que facilitam o acesso às plataformas.

## Acessos
Esta estação conta com três acessos pedonais e um elevador entre o átrio e a superfície:
- Acesso 1 - está localizado no passeio poente da Av. Marechal Teixeira Rebelo, no quarteirão entre os cruzamentos com a Rua Eduardo Viana e a Rua Guiomar Torrezão e com a Estrada da Correia. Está direcionado para nordeste e conta com escadas pedonais.
- Acesso 2 - está localizado no passeio nascente da Av. Marechal Teixeira Rebelo, junto ao cruzamento com a Rua Eduardo Viana e a Rua Guiomar Torrezão. Está direcionado para sudoeste e conta com escadas pedonais.
- Acesso 2 - está localizado no final da Rua Guiomar Torrezão. Está direcionado para nordeste e conta com escadas pedonais.
- Elevador - está localizado na Rua Guiomar Torrezão, direcionado para noroeste.